# アントニオ・パレイラス
アントニオ・パレイラス（Antônio Diogo da Silva Parreiras、1860年1月20日 - 1937年10月17日）はブラジルの画家である。

## 略歴
リオ・デ・ジャネイロ州のニテロイの金細工師の息子に生まれた。1882年にリオデジャネイロの帝国美術学校(Academia Imperial de Belas Artes)に入学した。1884年に、美術アカデミーのドイツ出身の教授、ゲオルク・グリムがアカデミーの教授たちと対立して辞職して、ニテロイにスタジオを開いた時、グリムに従った。
1888年にヨーロッパに渡り、イタリアの美術学校でフィリッポ・カルカーノに学んだ。1890年にブラジルに帰国しリオ・デ・ジャネイロで開かれた展覧会(Exposição General de Belas Artes)に参加し、同じ年に国立美術学校(Escola Nacional de Belas Artes)に改組・改名された美術アカデミーの風景画の教授に任命された。ゲオルク・グリムの教育方法を踏襲し、野外での写生による教育を行った。1906年から1919年の間はパリにもスタジオを開き、サロン・ド・パリにも出展した
ブラジルで最も人気のある画家の一人となり、政府などから依頼を受けてブラジルの歴史をテーマにした歴史画も描いた。また女性のヌードも得意なテーマだった。
1938年にニテイロで死去した。1943年にニテイロの邸はアントニオ・パレイラス美術館(Museu Antônio Parreiras)となり、作品やアトリエが保存されている。

## 作品

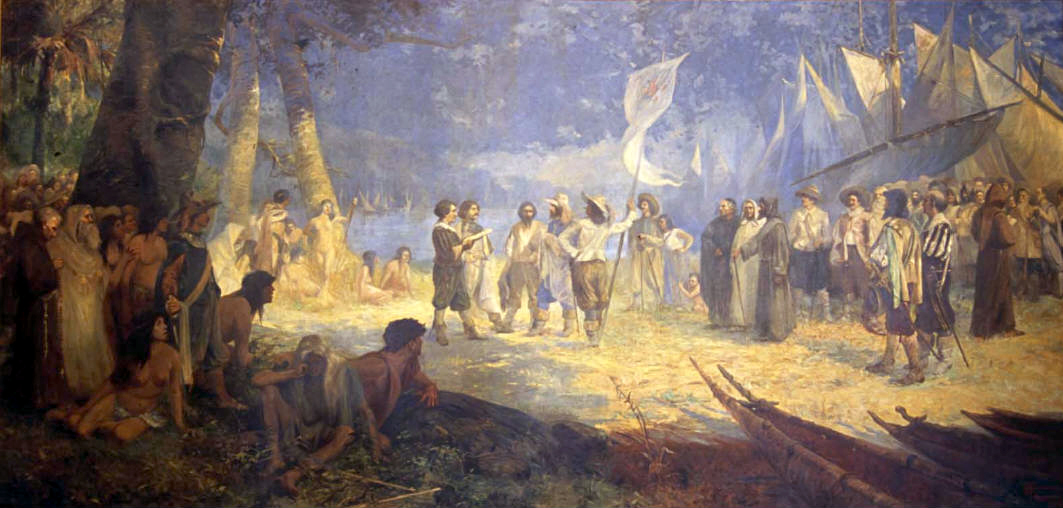
"A conquista do Amazonas" (1907)
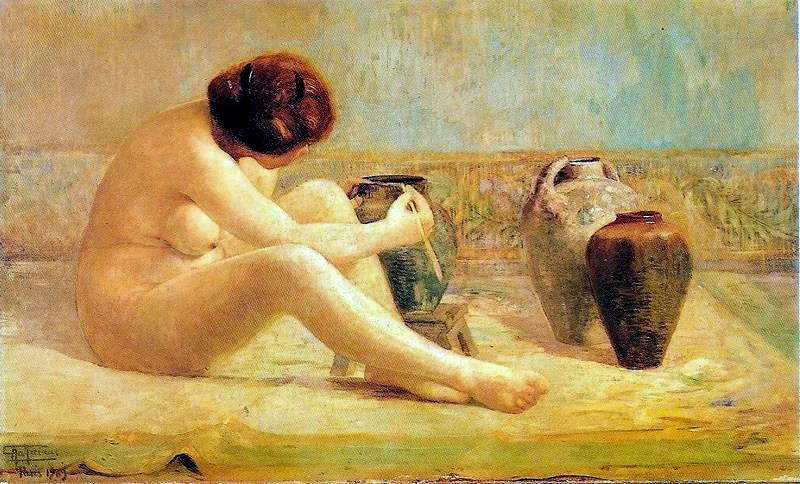
"Fantasia" (1909)
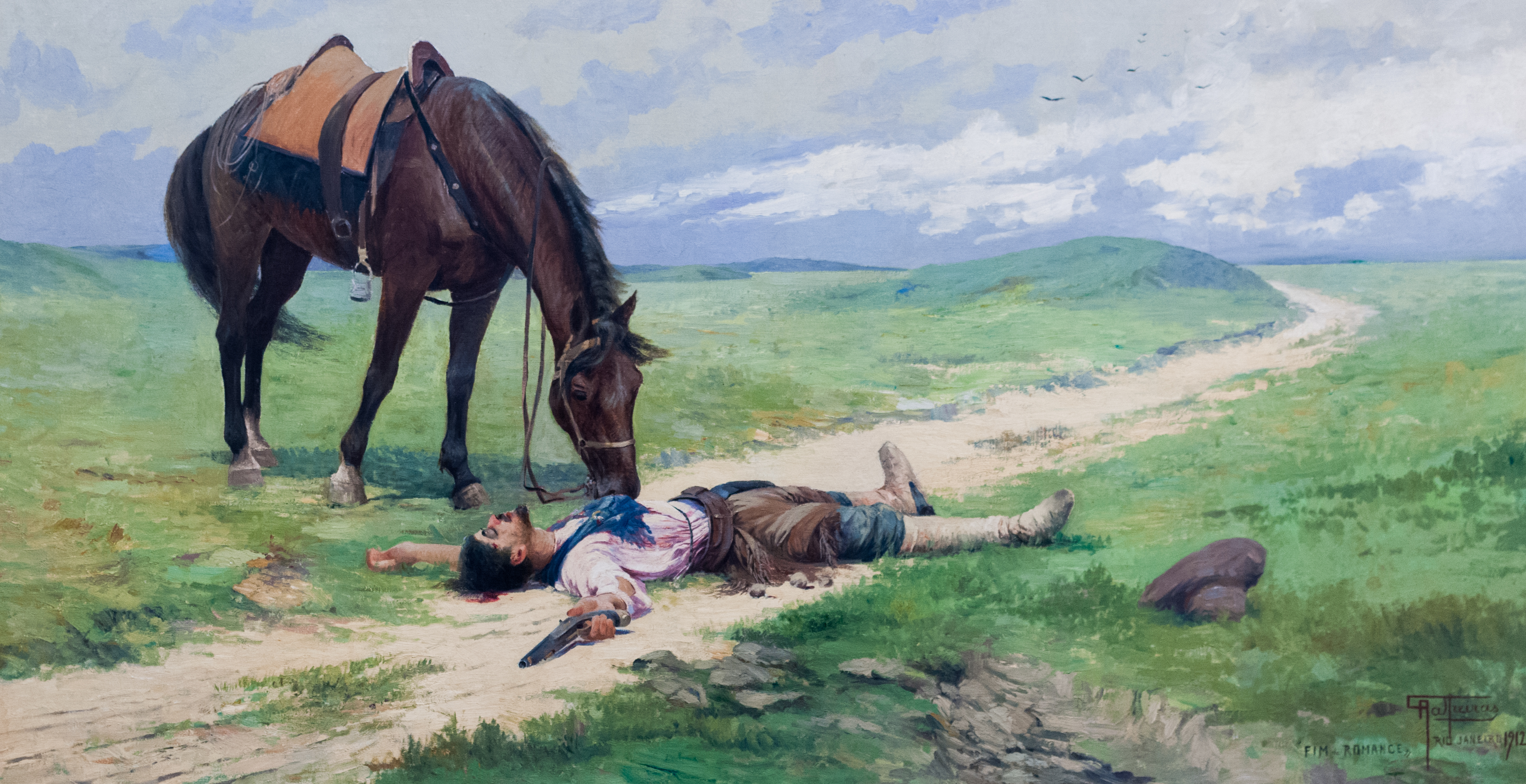
"Fim de romance" (1915)

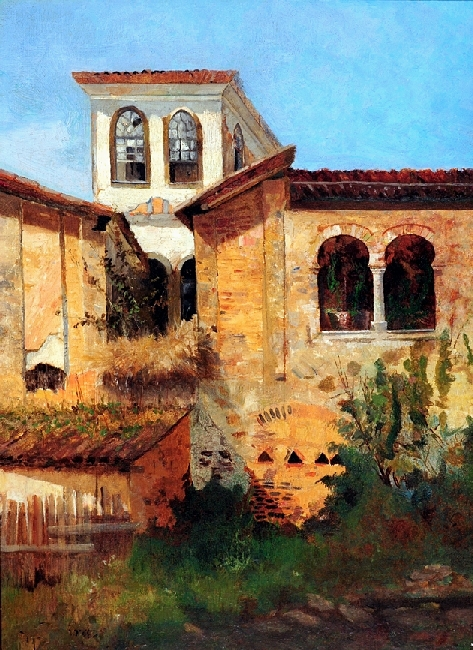
(1891)
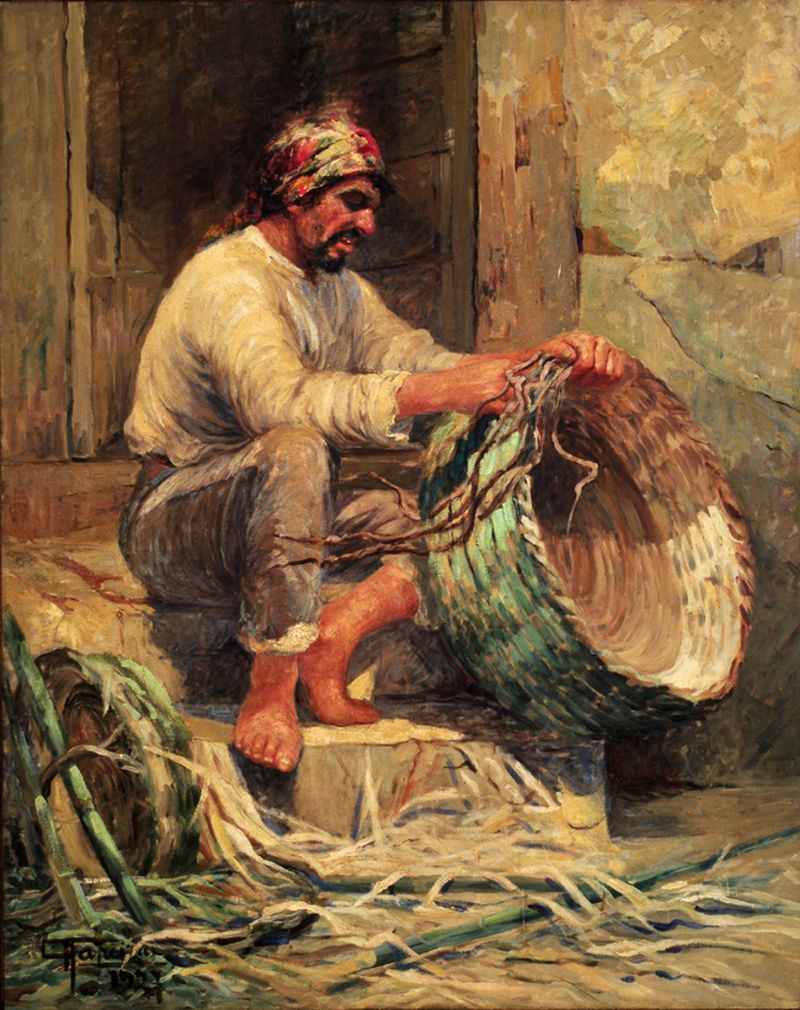
(1927)
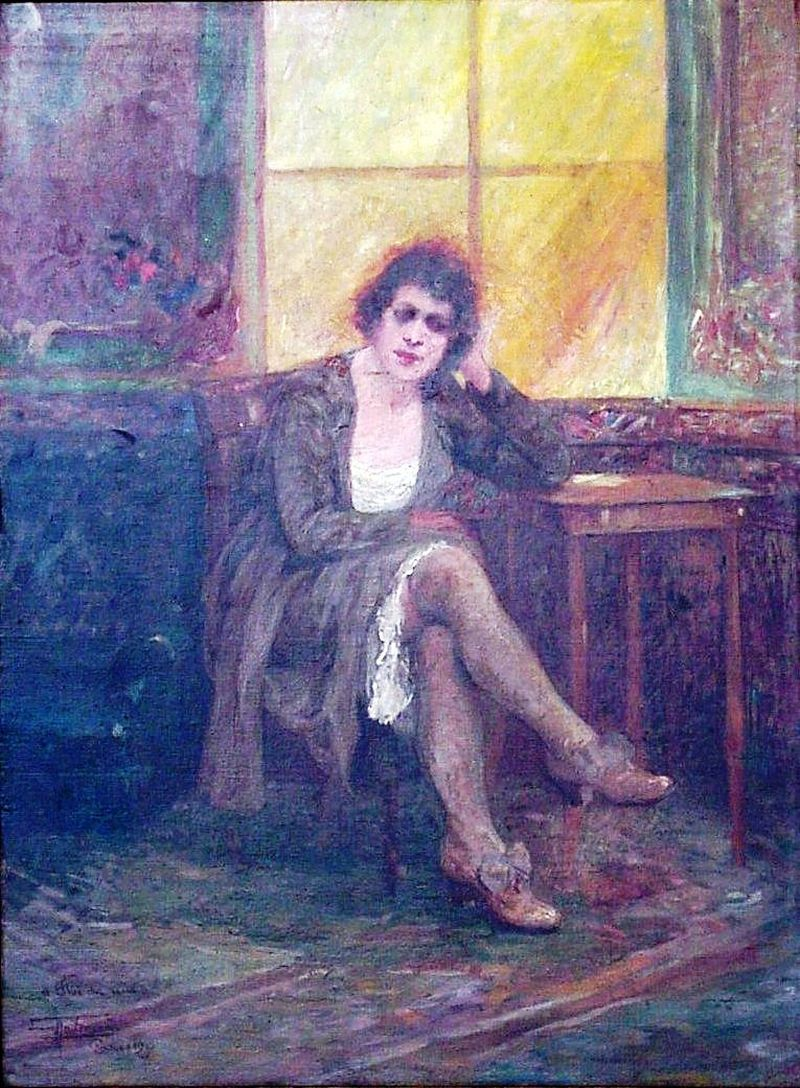
(1917)
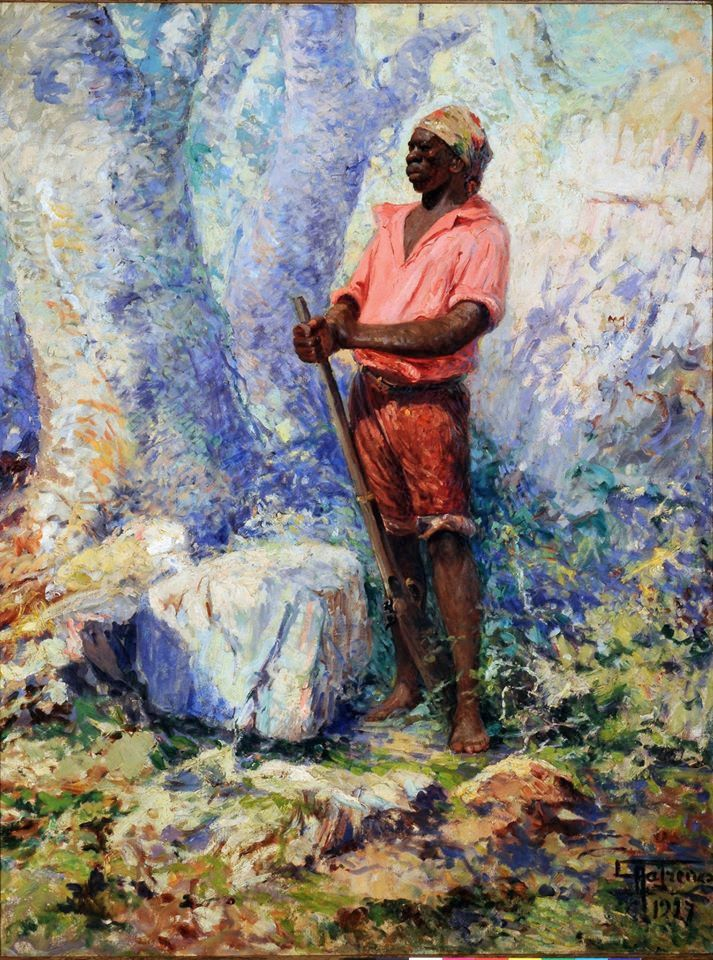
(1927)